# Rudolf Kober
Rudolf Kober (* 22. November 1928 in Prag) ist ein deutscher Kunstpädagoge, Kunsthistoriker und Hochschullehrer. Zwischen 1986 und 1990 war er für die National-Demokratische Partei Deutschlands (NDPD) Mitglied der Volkskammer der DDR.

## Leben
Rudolf Kober wurde 1928 als Sohn eines Angestellten und einer Schneiderin in Prag geboren. Von 1934 bis 1939 besuchte er zunächst eine tschechische Volksschule in Prag. Nach der Besetzung der Tschechoslowakei durch Deutschland wurde Kober nun an einer deutschen Volksschule unterrichtet, wo er die 5. Klasse wiederholte. Anschließend besuchte er zwischen 1940 und 1944 ein deutsches Gymnasium in Prag. Nach seinem 16. Geburtstag 1944 wurde Kober zum Reichsarbeitsdienst einberufen, in den letzten Kriegsmonaten war er als Soldat Wehrmachtsangehöriger. Nach dem Ende des 2. Weltkrieges kam Kober in tschechische Kriegsgefangenschaft, die er bis zum Mai 1946 unter Tage im tschechischen Steinkohlebergbau verbrachte.
Danach wurde er in die amerikanische Besatzungszone entlassen und kam im nordhessischen Rörshain unter. Zwischen September und Dezember besuchte Kober die 10. Klasse an einem Gymnasium in Homberg. Noch im gleichen Jahr übersiedelte er im Rahmen der Familienzusammenführung in die sowjetische Besatzungszone ins thüringische Neudietendorf bei Erfurt. Er wurde an der Erfurter Oberschule „Zur Himmelpforte“ eingeschult und verließ diese 1948 mit bestandenem Abitur. Anschließend war Kober zunächst wieder in seinem Heimatort Neudietendorf bei verschiedenen Arbeiten tätig, bis er 1949 eine Neulehrerausbildung an der Pädagogischen Fachschule in Wilhelmsthal bei Eisenach begann.
Zum Schuljahresbeginn 1950/51 wurde Kober als Neulehrer an der „Dr. Theodor-Neubauer-Oberschule“ in Großbreitenbach eingestellt. Dort war er bis 1954 tätig, bereits 1951 auch als stellvertretender Schuldirektor. Parallel dazu begann Kober ab 1951 ein Fernstudium im Fach Mathematik an der Fachschule für Elektrotechnik und Maschinenbau Ilmenau, welches er 1954 als Fachlehrer für Mathematik an der Oberstufe abschloss. Im Anschluss an die Tätigkeit in Großbreitenbach wechselte Kober nach Leipzig, wo er bis 1957 ein Studium der Kunsterziehung an der Pädagogischen Fakultät der dortigen Karl-Marx-Universität absolvierte. Das Studium befähigte ihn zukünftig für das Lehramt an Oberschulen in Kunsterziehung.

### Berufliche Tätigkeit
Im Anschluss an das Studium wurde Kober als Fachlehrer für Kunsterziehung und Mathematik an der Leibniz-Oberschule in Schkeuditz eingesetzt.
1961 kehrte er nach Thüringen zurück, wo er am Pädagogischen Institut „Dr. Theodor-Neubauer“ in Erfurt bis 1970 als wissenschaftlicher Mitarbeiter am Lehrstuhl für Kunsterziehung tätig war. Diese Tätigkeit nützte Kober auch für seine Dissertation Das Verhältnis von Leipziger Arbeitervereinen und Vereinen für Arbeiter zur bildenden Kunst in der Zeit von den Anfängen der Arbeiterbewegung bis 1933, mit der er 1970 an der Fakultät für Kultur-, Sprach- und Erziehungswissenschaft der Leipziger Karl-Marx-Universität zum Dr. phil. promoviert wurde. Anschließend war Kober bis 1972 wissenschaftlicher Oberassistent und Leiter des Wissenschaftsbereichs Kunstgeschichte der mittlerweile zu einer Pädagogischen Hochschule erhobenen Lehreinrichtung „Dr. Theodor Neubauer“ in Erfurt und Mühlhausen.
Die nächsten zehn Jahre wirkte Kober bis 1982 als Dozent für Kunstgeschichte in der Hochschule. 1978 erfolgte die Promotion B an der Universität Leipzig mit der Arbeit „Die Entwicklung der Tafelmalerei in Deutschland von den Anfängen bis 1420/30“. Zum 1. September 1982 wurde Kobers ordentlicher Professor für Theorie der Gestaltung und Rezeption und Leiter des gleichnamigen Lehrstuhls an der Pädagogischen Hochschule. Im Sommer 1988 erhielt er einen Ruf an die Karl-Marx-Universität Leipzig, an der er zum 1. September 1988 ordentlicher Professor für Kunstgeschichte unter besonderer Berücksichtigung der Kunst des 20. Jahrhunderts wurde, dies als Nachfolger seines verstorbenen bekannteren Bruders Karl Max Kober (1930–1987). Nach der Wende wurde er 1992 emeritiert.
Er veröffentlichte Publikationen vor allem zur Kunst der Gegenwart, daneben auch zur Kunst des Mittelalters, vor allem in Erfurt.

### Parteitätigkeit
1955 trat Kober in die NDPD ein. 1976 wurde er Mitglied des Erfurter Bezirkstages, dem er für die NDPD bis 1986 angehörte. 1986 wurde Kober erstmals von seiner Partei als Kandidat zu den Volkskammerwahlen aufgestellt. In der Folge wurde Kober in das DDR-Parlament gewählt, dem er bis März 1990 angehörte. Er war Mitglied des Ausschusses für Kultur.

## Auszeichnungen
- 1978 Verdienstmedaille der DDR
- 1982 Vaterländischer Verdienstorden in Bronze und 1988 in Silber